# Беляев, Василий Васильевич
Василий Васильевич Беляев (14 [26] января 1867—19 февраля 1928) — русский художник, академик Императорской Академии художеств.

## Биография
Родился в семье купца в Санкт-Петербурге. Учился в гимназии и одновременно — рисованию в школе при Центральном училище технического рисования барона А. Л. Штиглица.
Обучался в Императорской Академии художеств (1886—1891). Награды ИАХ: малая серебряная медаль (1887), большая серебряная (1888 и 1889), малая золотая (1890) за программу «Исцеление хромого апостолом Петром». Звание классного художника I степени за программу «Св. Царица Александра объявляет себя христианкой».
Беляев создал 48 эскизов для мозаик храма Спаса на Крови (1887—1900). На северной стене — «Христос в доме Марии и Марфы», «Исцеление бесноватого в Капернауме»; на солее — «Вечеря в Эммаусе»; на восточной стене — «Благословение детей»; в северной малой апсиде — «Великий выход» (восемь святителей на своде северной апсиды), «Сошествие Святого Духа»; в южном подкупольном своде — «Нагорная проповедь»; в западном подкупольном своде — «Вход в Иерусалим»; на западной стороне — «Положение во гроб»; в 16-ти парусах малых куполов — «Херувимы многоочитые»; на западном плафоне — «Крест в сиянии и четыре херувима»; на северной стороне западной части — «Распятие»; на южной стороне западной части — «Сошествие во ад»; вокруг западного окна — «Яко Твое есть царствие», «Второе пришествие Христа», «Ангел-хранитель» и «Святой князь Александр Невский»; на стенах малых апсид храма — «Знамение Богородицы», «Образ Казанской Божьей Матери»; в западной части — «Успение Богородицы», «Введение Богородицы во храм», «Воздвижение креста», «Покров Богородицы», «Жертвоприношение Авраама», «Ветхозаветная Троица», «Неопалимая купина», «Сон Иакова»; на пилонах и пилястрах — «Преподобный Антоний Великий и Ефрем Сирин», «Святые мученики Георгий и царица Александра», «Апостолы Пётр и Павел», «Преподобный Нестор-летописец и Моисей многострадальный», «Мученики Федор и Иоанн Киевские», «Апостолы Филипп и Варфоломей»; в сводах крылец — «Отечество», «Собор Архистратига Михаила», «Похвала пресвятой Богородице», «София Премудрость Божия»; на северной стене колокольни — «Деисус»; в кокошниках северного фасада — «Святой Кирилл», «Святой Андрей Первозванный», «Святая Анастасия и святой Петр», «Святой Георгий», «Святая Ксения», «Святой Марк», «Архангел Гавриил», «Серафим», «Святой апостол Андрей», «Святой архидиакон Стефан и святой Иаков», «Святой Иоанн и святой Евстафий».
С 1889 года Беляев — участник выставок (1-я московская выставка этюдов). Член Общества художников исторической живописи (1895—1896); экспонент Московского общества любителей художеств (1892), Товарищества передвижных художественных выставок (1893—1895), Санкт-Петербургского общества художников (1899, 1904, 1917).
Академик Императорской Академии художеств (1913) и профессор-руководитель Высшего художественного училища.
Руководитель мастерской монументальной живописи (с 1920). Член Ассоциации художников революционной России (1923, 1926). Участвовал в 7-й выставке Отдела ИЗО ВЦВБ Наркомпроса в Москве (1919).
В 1921 году он был избран проректором Академии художеств по учебной части.
Василий Васильевич Беляев умер 19 февраля 1928 года в Ленинграде.

## Труды
С 1895 по 1909 год В. В. Беляев создал 48 эскизов для мозаик храма Воскресения Христова в Петербурге (Спас на Крови), участвовал в росписи православного собора св. Александра Невского в Варшаве (1910).
Его творчество представлено в ряде музеев, среди них — Государственный Русский музей, Государственный Эрмитаж и другие.

## Награды
Полученные медали:
- малая серебряная (1887);
- большая серебряная (1888 и 1889);
- малая золотая (1890, за программу: «Исцеление хромого Апостолом Петром»).

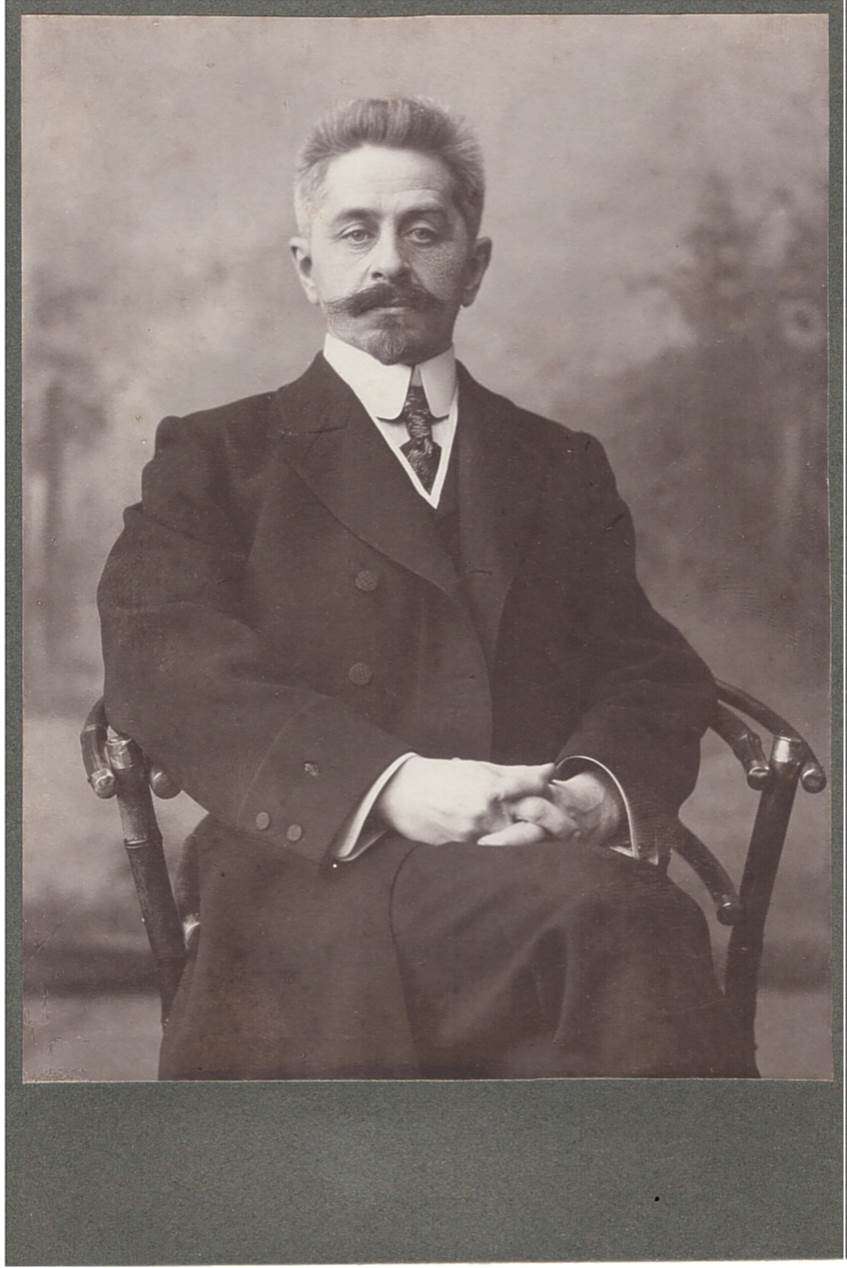
Художник Василий Беляев, 1913

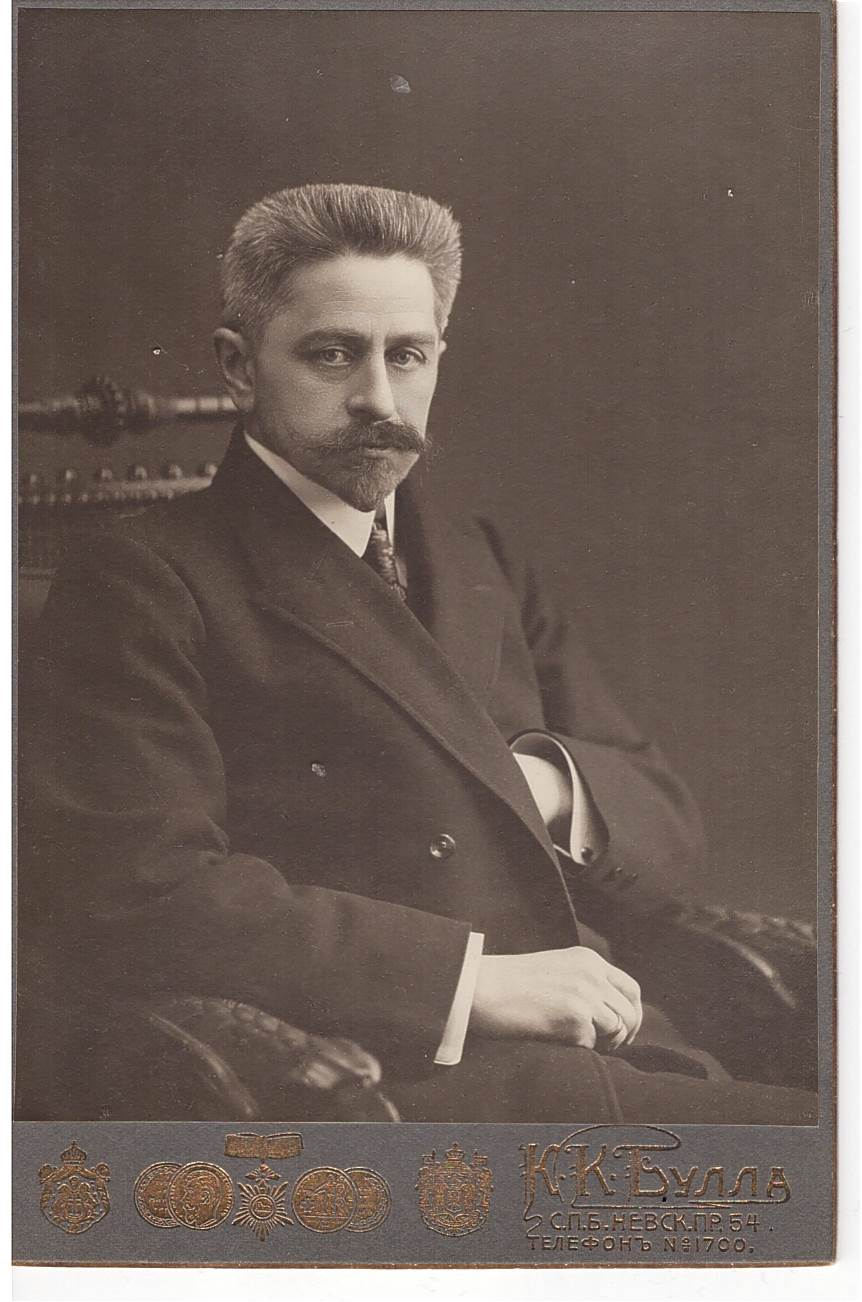
Художник Василий Беляев, фотоателье К.Булла, СПб, 1913

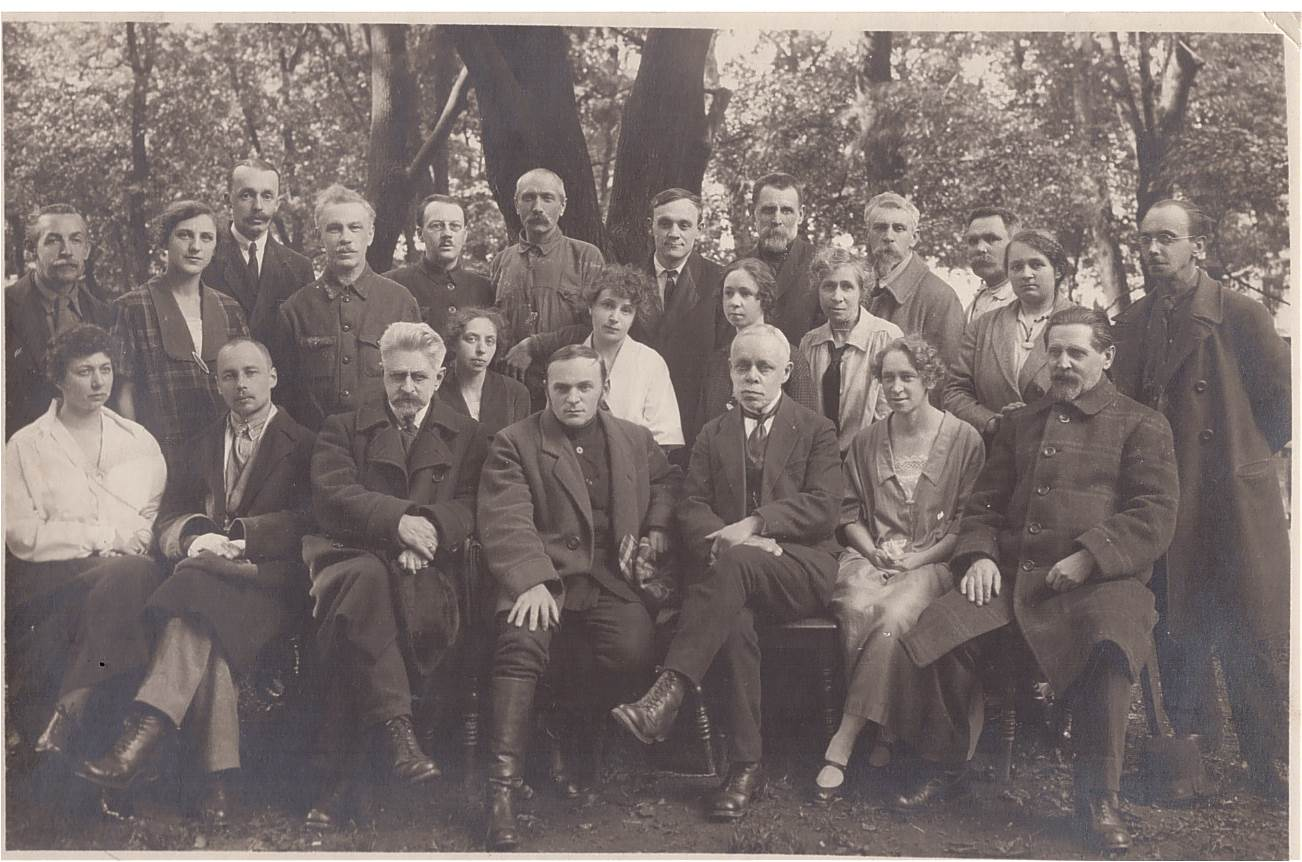
В верхнем ряду: секретарь учебной части Анна Михайловна Смиронова, стоят - Парамонов, рядом с ним скульптор – В.В. Лишов. В нижнем ряду: Сергей Васильевич Присёлков, Василий Васильевич Беляев, Смиронов (?), А.А. Рылов, Любимов – бывший священник.

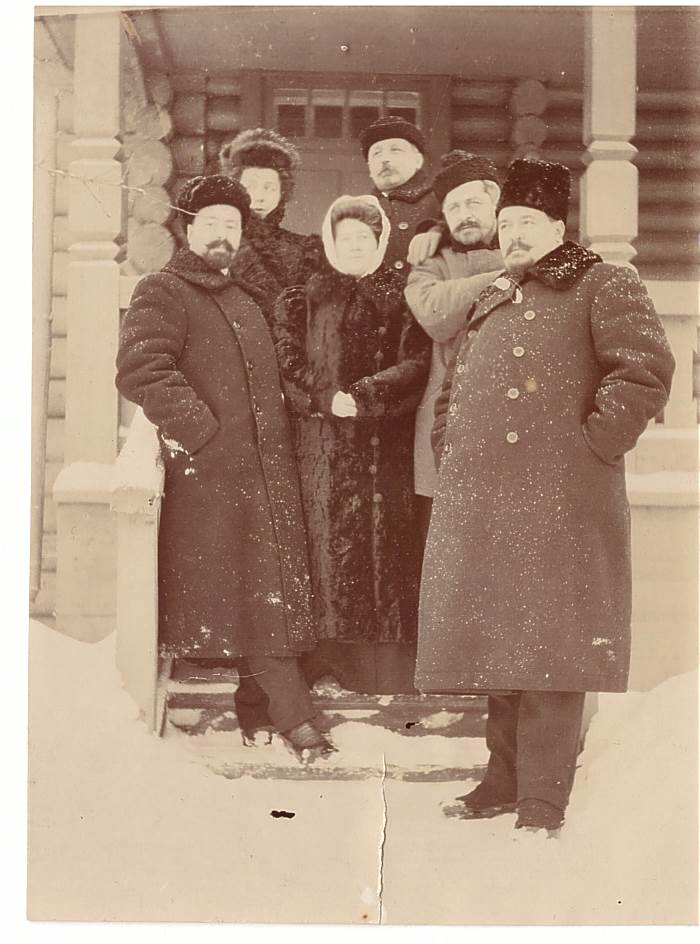
Крайний справа Илья Федорович Тюменев, рядом - Василий Васильевич Беляев